# Sigtunastiftelsen

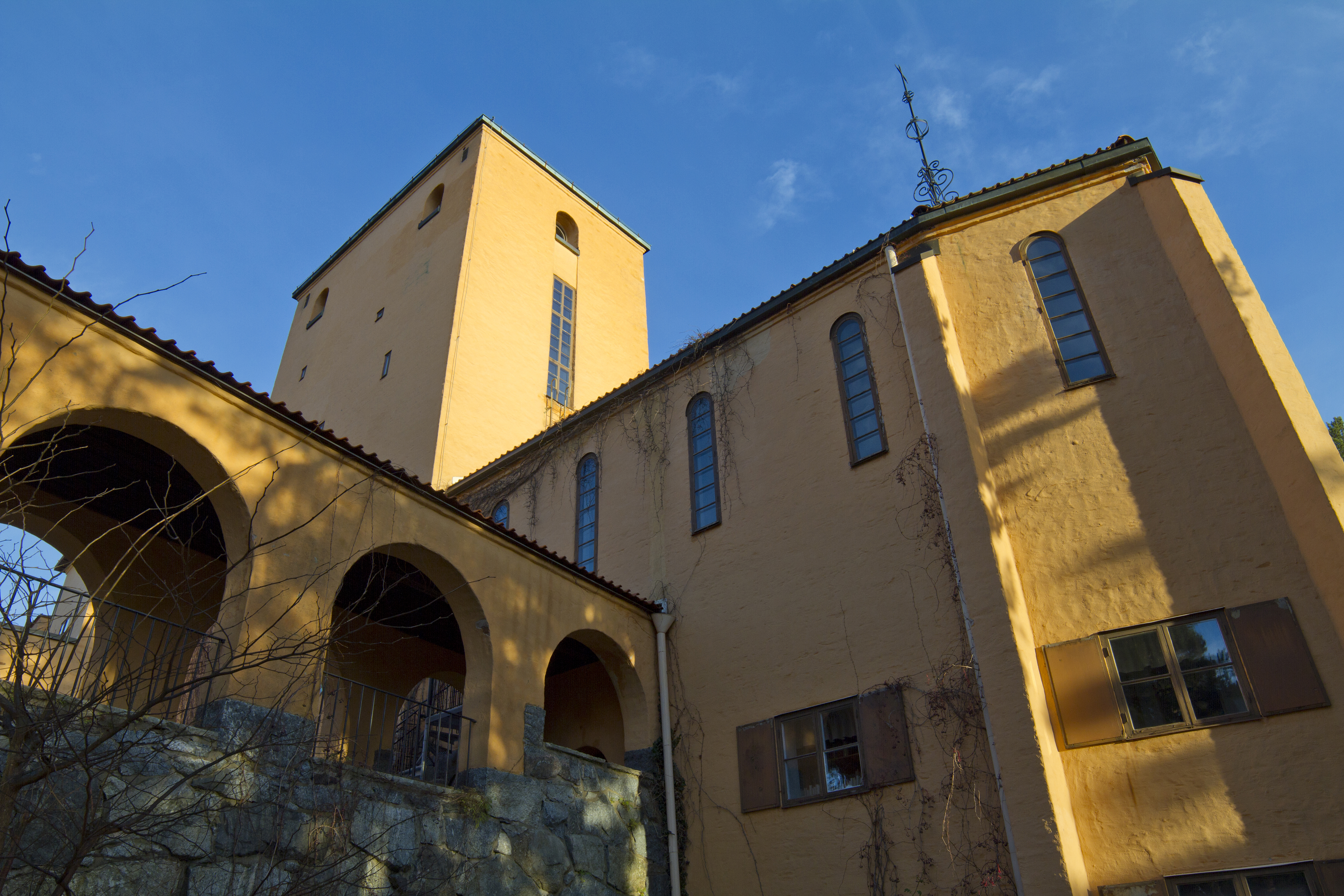
Sigtunastiftelsen med kapellet

Sigtunastiftelsen är en stiftelse i Sigtuna som idag bedriver hotell- och konferensverksamhet. Stiftelsen har ett omfattande bibliotek med Sveriges största pressarkiv. Den har ett gediget kulturutbud i sitt terminsprogram med författarmöten, konserter, föreläsningar, seminarier, samtalskvällar och avslappning. Stiftelsen delar årligen ut stipendier till forskare, författare, översättare och lärarinnor.

## Historia
Stiftelsen grundades av Manfred Björkquist år 1915, och var avsedd att fungera som ett centrum för Ungkyrkorörelsen. En stor del av kapitalet för byggnationen stod familjen Ekman på Bjärka Säby för. Invigningen ägde rum den 31 oktober 1917, på 400-årsdagen av reformationen. Stiftelsen byggde en folkhögskola och ett hospits (gästhem) på Tallhöjden strax utanför Sigtuna centrum efter ritningar av arkitekten John Åkerlund. Skolan fick, på grund av kristiden, starta i hospitsets lokaler. Året efter, den 18 augusti, invigdes Olaus Petrikapellet som en del av stiftelsen. Vid dess invigning sade Manfred Björkquist att stiftelsen skulle vara "en borg, ett hem, en skola och en helgedom".

## Bilder

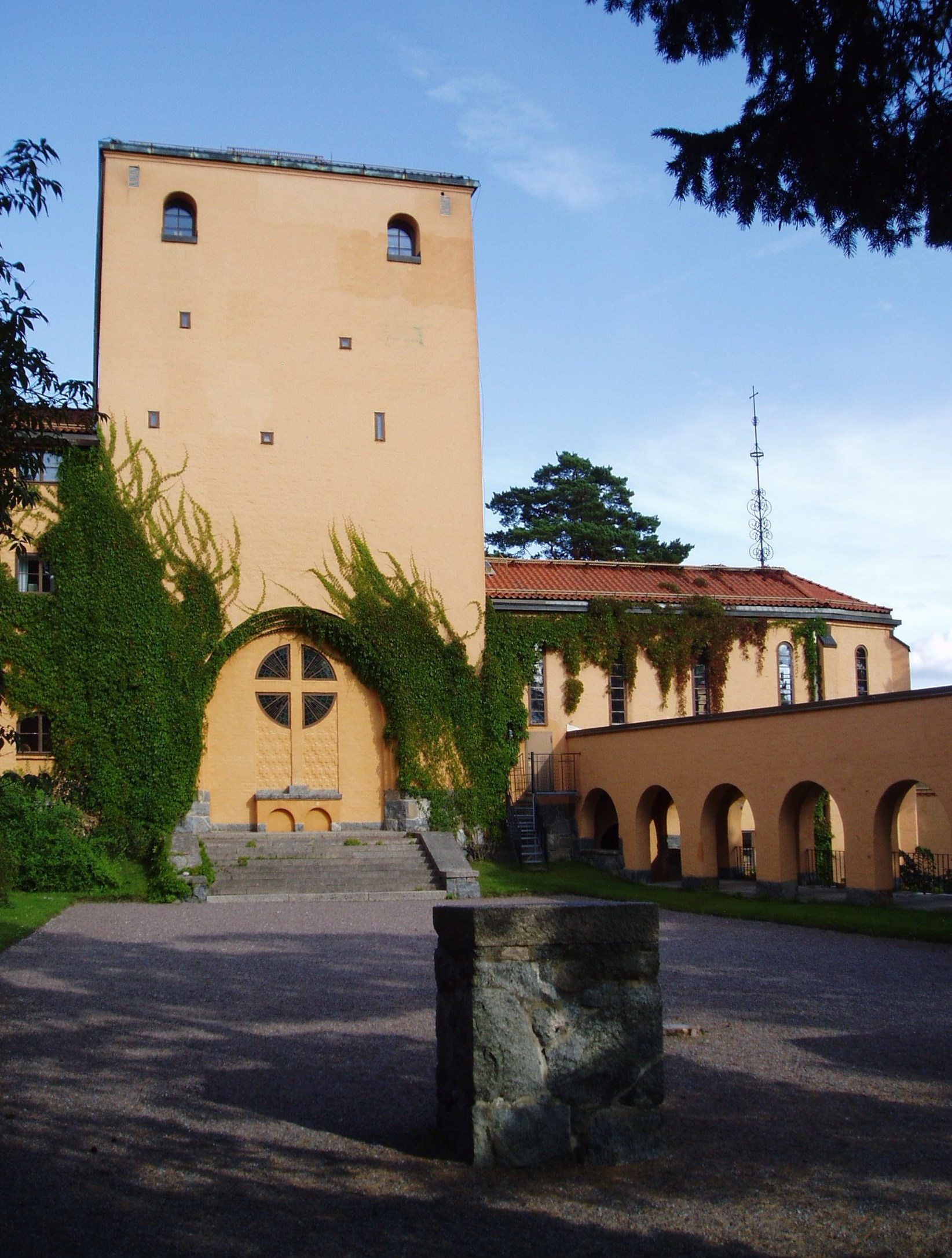
Kapellet
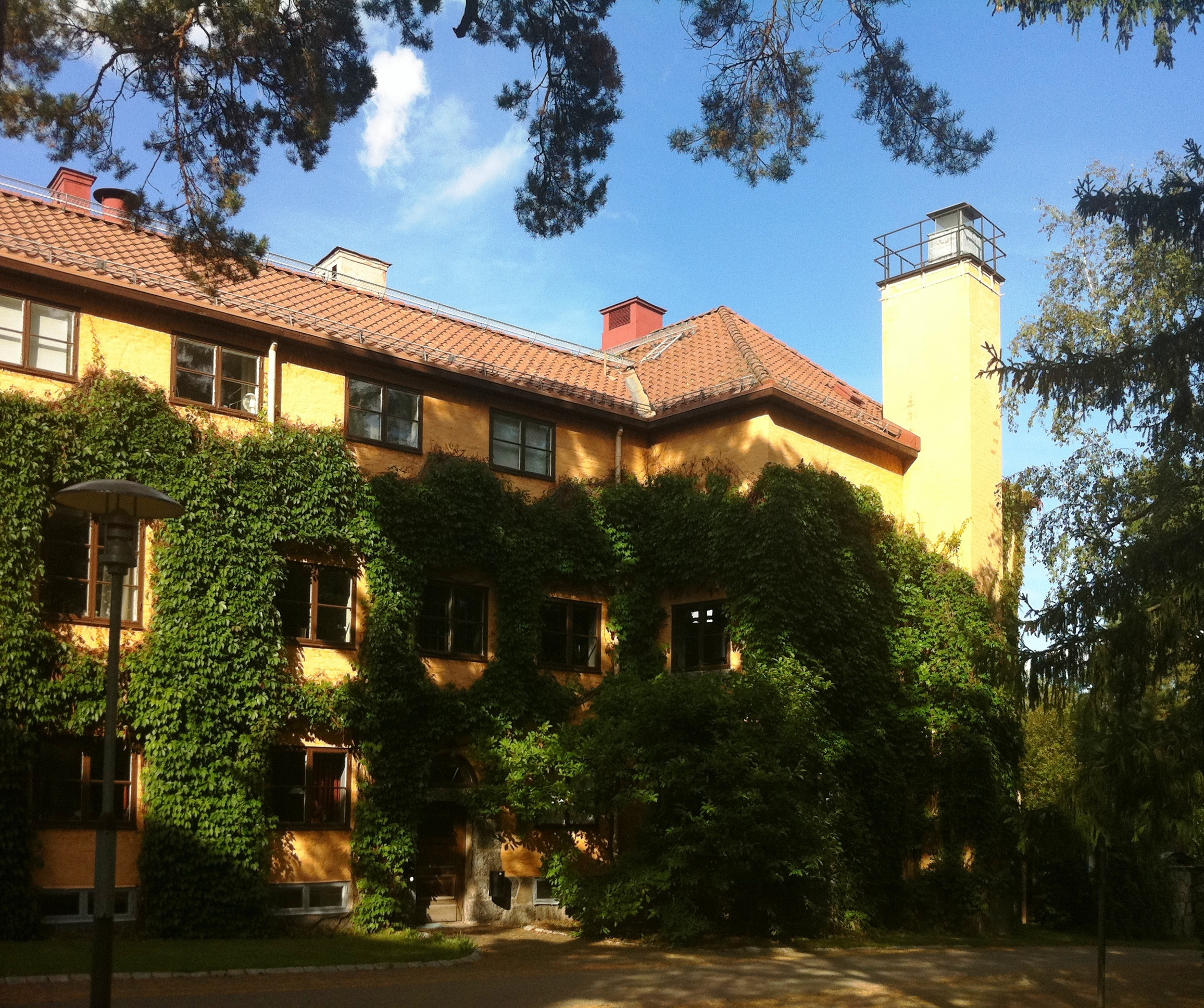
Del av hotellet
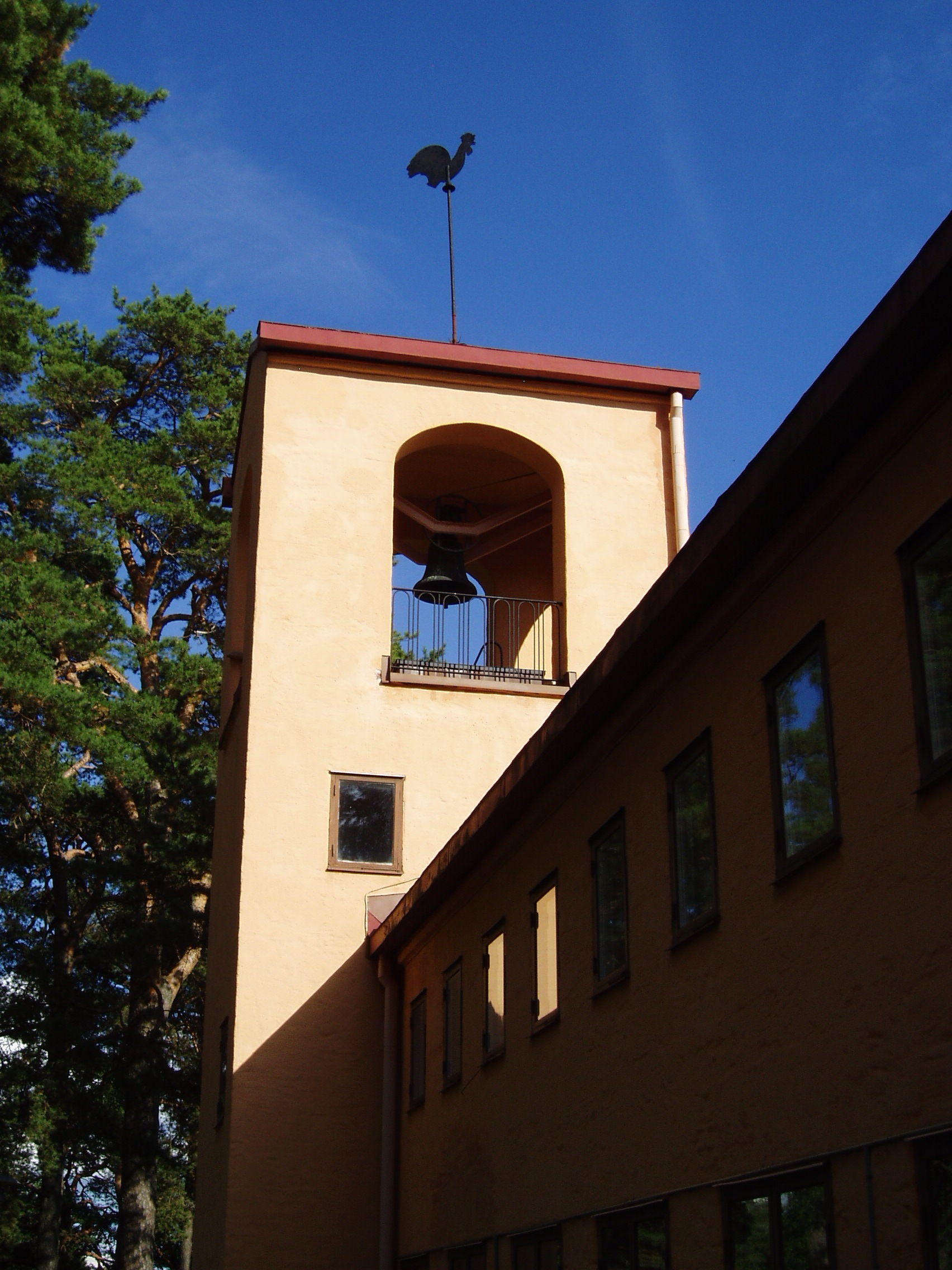
Klocktornet
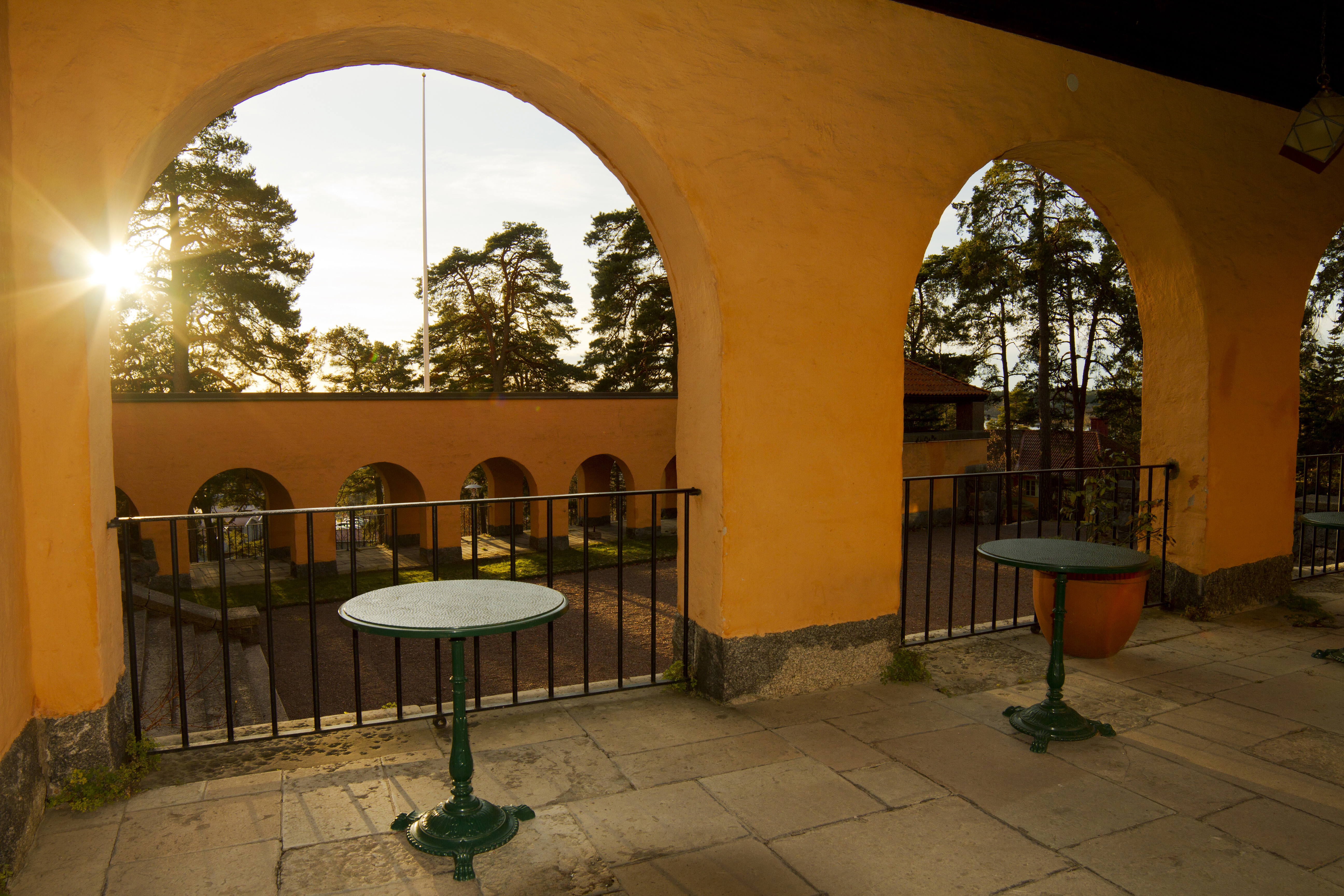
Vy från valven

## Anknutna organisationer
En nära anknytning till Sigtunastiftelsen, både geografiskt och idémässigt, har även:
- Stiftelsen för Sverige och kristen tro (1916)
- Svenska kyrkans lekmannaskola (1922), från 1978 kallad Svenska kyrkans kursgård Ansgarsliden
- Sigtunastiftelsens Humanistiska Läroverk (1926/27)
- Nordiska ekumeniska institutet – NEI (1940), idag kallat Ekumeniskt Institutet för Norden och som har avläggare ute i Europa i en rad "evangeliska akademier".

Bland andra organisationer som har sitt ursprung i Sigtunastiftelsen kan nämnas:
- Svenska kyrkans kulturinstitut
- Sveriges Kyrkliga Studieförbund, som senare uppgått i Sensus studieförbund
- Förbundet Kristen Humanism
- Stiftelsen Abrahams barn, bedriver ett nära samarbete med Sigtunastiftelsen.